# 高陽村
高陽村（こうようそん）は、岡山県赤磐郡にあった村。現在の赤磐市の一部にあたる。

## 地理
砂川の中流域の平坦地から、それに続く丘陵地にかけて位置していた。

## 歴史
- 1889年（明治22年）6月1日、町村制の施行により、赤坂郡東高月村、鳥取下村、鳥取中村が発足[3]。
- 1900年（明治33年）4月1日、上記3村は郡の統合により赤磐郡に所属[3]。
- 1902年（明治35年）4月1日、上記3村が合併して高陽村を新設[1][2]。合併各村の大字を継承し長尾、立川、河本、下市、熊崎、南方、斉富、沼田、中島、日古木、二井、高屋、上市、正崎、尾谷、津崎、神田の17大字を編成[2]。
- 1953年（昭和28年）3月1日、赤磐郡西山村、高月村（一部）と合併し山陽町を新設して廃止された[1][2]。合併後、山陽町大字長尾・立川・河本・下市・熊崎・南方・斉富・沼田・中島・日古木・二井・高屋・上市・正崎・尾谷・津崎・神田となる[2]。

## 産業
- 農業、果樹[2]